# The Red Circle
The Red Circle foi um seriado de 1915, no gênero drama, dirigido por Sherwood MacDonald, estrelado por Ruth Roland e Frank Mayo. Produzido pela Balboa Amusement Producing Company e distribuído pela Pathé Exchange, veiculou nos cinemas estadunidenses a partir de 16 de dezembro de 1915. Este seriado atualmente é considerado perdido. Foi o primeiro seriado estrelado por Ruth Roland.

## Sinopse
O círculo vermelho é um sinal de nascença, na mão da heroína, perceptível apenas em momentos de estresse e emoção, que a obrigam a roubar, e que a levam a vários tipos de complicações e de intrigas.

## Elenco
- Ruth Roland - June Travers
- Frank Mayo - Dr. Max Lamar
- Philo McCullough

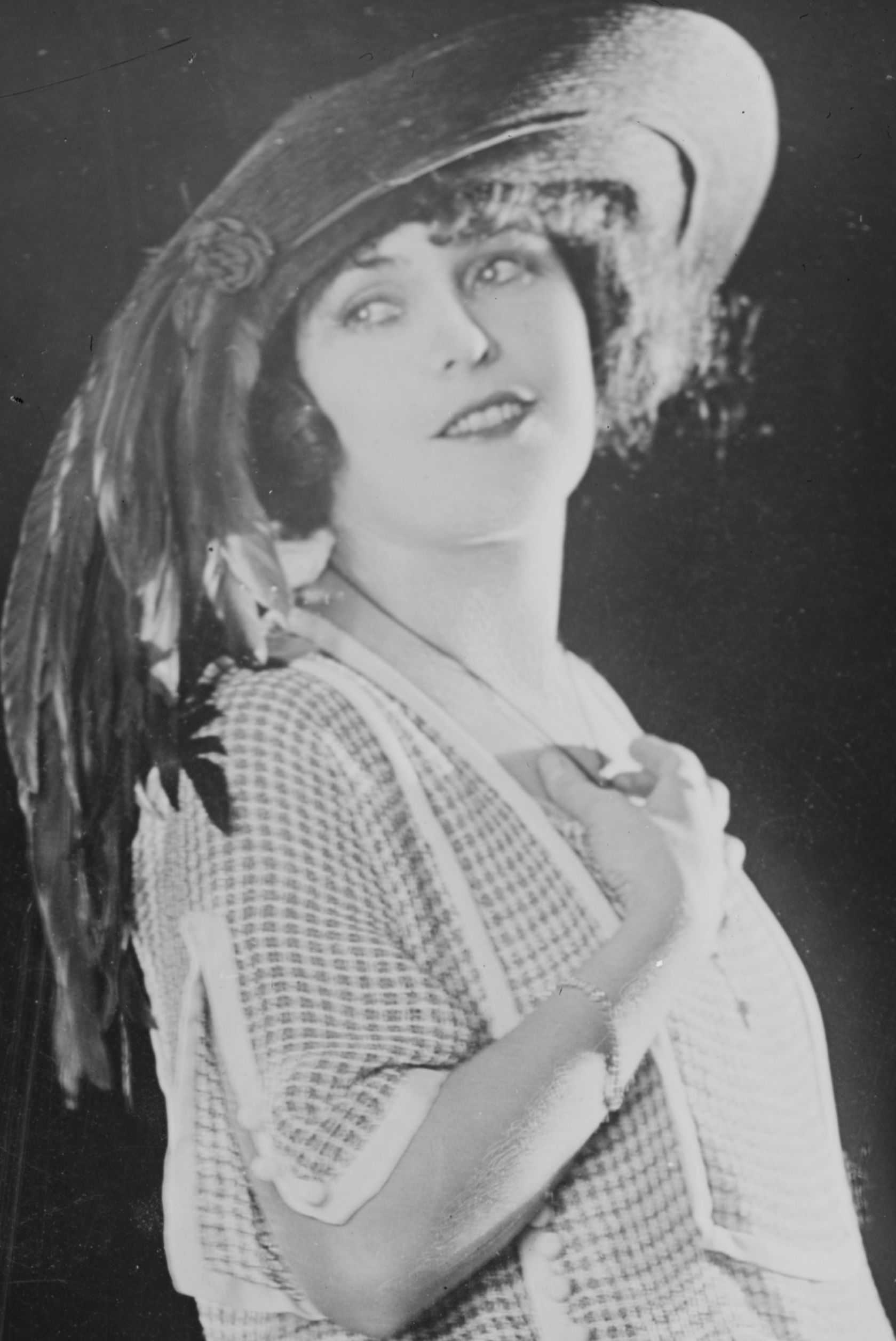
Ruth Roland interpreta o papel principal em The Red Circle.

- Gordon Sackville – Chefe de Polícia
- Corinne Grant - Mary, enfermeira de June
- Mollie McConnell - Mrs. Travis
- Andrew Arbuckle
- Bruce Smith
- Bert Francis
- Ruth Lackaye
- Myrtle Reeves
- Daniel Gilfether - Circle Jim Barden
- Makoto Inokuchi - The Butler
- Gayne Whitman - Fred Whitman
- Frank Erlanger
- Edward Peters – Filho de Circle

## Capítulos
Fonte:
1. Nevermore
2. Pity the Poor
3. Twenty Years Ago
4. In Strange Attire
5. Weapons of War
6. False Colors
7. Third Degree; ou, Two Captives
8. Peace at Any Price
9. Dodging the Law
10. Excess Baggage
11. Seeds of Suspicion
12. Like a Rat in a Trap
13. Branded as a Thief
14. Judgment Day